# Niharra
Niharra – gmina w Hiszpanii, w prowincji Ávila, w Kastylii i León, o powierzchni 11,28 km². W 2011 roku gmina liczyła 170 mieszkańców.